# Horváth Andor (színművész)
Horváth Andor (1984. január 25. –) magyar színművész.

## Életpályája
1984-ben született. 2005-2009 között a Színház- és Filmművészeti Egyetem színművész szakos hallgatója volt. Diplomaszerzése után játszott a Madách Színházban, a József Attila Színházban, a kaposvári Csiky Gergely Színházban, a Budaörsi Játékszínben és a Centrál Színházban is. 2012-2015 között a Soproni Petőfi Színház tagja volt.

## Filmes és televíziós szerepei
- Hacktion: Újratöltve (2014)
- Tanár úr, kéremǃ (2010)
- Barátok közt (2010)